# 腦海群島
《腦海群島》（Islands on the Ocean of the Mind ）為台灣後搖滾樂團甜梅號（Sugar Plum Ferry）繼《謝謝你提醒我》之後時隔兩年推出的第三張專輯，於2010年2月13日由前衛花園唱片發行。

## 專輯內容
《腦海群島》由曾經錄過Japancakes、Maserati等美國獨立樂團專輯的Andy Baker擔任錄音師及混音師，2009年6月開始在「河岸音造錄音室」進行錄音；9月完成混音；10月在美國加州「Golden Mastering」由John Golden完成母帶後製。
「人兒呀」與2009年《The Message Vol. 1》中所收錄的「Reach Out Once」為同一首曲子，但是版本稍有不同。

## 專輯封面
此專輯封面仍由前兩張專輯封面的繪製者CM擔任設計。

## 專輯版本

### CD版本
2010年2月13日發行專輯之CD版，CD為整張上下全黑的仿黑膠復古設計，並採用75厘米金片壓製。

### LP版本
本專輯亦壓製成傳統黑膠唱片(LP)，以表演現場販售的形式在3月26日「《腦海群島》新專輯發行音樂會」之台北首場開始販售。唱片在日本黑膠工廠刻製，限量300張，唱片中間原標上有手寫流水號，編號001~200內附收藏版海報1張及CD裸片1片，只在表演現場販售，編號201~300內附收藏版海報1張，但無CD，只賣給海外通路，不對外販售。

## 曲目
- 1. 清醒夢（False Awakening）/ 07:50
- 2. 黃昏鹿場（Deerfield at Dusk）/ 06:01
- 3. 站在太陽上（Feet on the Sun）/ 07:54
- 4. 人兒呀（People, People）/ 08:17
- 5. 夜星子（Night Celestials）/ 06:23
- 6. 敲響的鐘（The Tolling Bell）/ 07:15

## 相關連結
- 甜梅號BLOG
- 官方BLOG專輯介紹
- 官方BLOG專輯黑膠版本介紹